# الحماية الإسبانية على المغرب
حماية إسبانيا في المغرب (بالإسبانية: El protectorado español de Marruecos) أو المغرب الإسباني هي المنطقة الشمالية من المغرب التي احتلتها إسبانيا لتصبح محمية تابعة لها بموجب للاتفاقية الفرنسية الإسبانية الموقعة في 27 نوفمبر 1912. انتهت الحماية في 1956 عندما اعترفت كل من فرنسا وإسبانيا باستقلال المغرب.
تتألف المحمية الإسبانية من قطاع شمالي على البحر الأبيض المتوسط ومضيق جبل طارق، وشملت منطقتي الريف وجبالة، وتحدها شمالاً مدينتي سبتة ومليلية ومواقع السيادة -لا تنتمي تلك المناطق إلى المحمية لأنها أراضي إسبانية- ومع منطقة طنجة الدولية. وتجاور المحمية جنوبًا وشرقًا الاحتلال الفرنسي. أما الجزء الجنوبي المسمى رأس جوبي في مقاطعة طرفاية المغربية الحالية حيث كانت تسمى فيلا بنس زمن الاحتلال الإسباني، وهي متاخمة لمستعمرة الصحراء الإسبانية من الجنوب، وتحدها شمالاً المحمية الفرنسية بنهر درعة.
أنشأت فرنسا قبل ثمانية أشهر من الاتفاقية محميتها الخاصة على معظم مناطق المغرب. ومع ذلك فإن إنشاء إدارة استعمارية على أراضي محمية في الريف لم يحدث حتى 1927، بمجرد تهدئة المنطقة. واستمرت حمايتها حتى 7 أبريل 1956 حيث تنازلت فرنسا عن محميتها (المغرب الفرنسي). ثم تخلت إسبانيا عن منطقتها الجنوبية من خلال اتفاق سينترا في 1 أبريل 1958 بعد حرب إفني القصيرة. وكانت مدينة طنجة قد استبعدت عن حماية أسبانيا، حيث نالت وضع خاص خاضع للسيطرة الدولية.
نظرًا لأن فرنسا كانت تحتفظ بالفعل بحماية للبلاد بأكملها وسيطرت على الشؤون الخارجية للمغرب (منذ 30 مارس 1912)، فإنها تملك أيضًا سلطة تفويض منطقة للحماية الإسبانية. تبلغ مساحة الحماية الإسبانية حوالي 20,948 كـم2 (8,088 ميل2)، وهو ما يمثل 4.69٪ من المغرب في العصر الحديث.

## البداية

### معاقل إسبانيا في أفريقيا
تعود الأصول البعيدة للمحمية إلى المحاولات القشتالية والبرتغالية للتوسع في شمال إفريقيا. خلال النصف الثاني من القرن 15 وبداية القرن 16 احتلت قشتالة على التوالي مليلية (1496) وغساسة والمرسى الكبير (1505) وجزيرة قميرة (1508) ووهران (1509) صخرة الجزائر وبجاية وطرابلس (1510) وعنابة وبنزرت وتونس وحلق الوادي (1535)، في حين ركزت البرتغال توسعها على ساحل المحيط الأطلسي مع سبتة (1415) وطنجة (1471) ومازاغان (1502) والصويرة (1516) أغادير (1505). ومع ذلك فقدت معظم المراكز خلال القرن السادس عشر، بعد تولى فيليب الثاني التاج البرتغالي. أما الأماكن المتبقية بين يدي الملوك الأسبان هي مليلية وصخرة قميرة ووهران والمرسى الكبير (الجانب القشتالي) وسبتة وطنجة ومازاغان (الجانب البرتغالي).
على الرغم من غزو فيليب الثالث العرائش (1610) والمعمورة (1614) إلا أن صعود سلالة العلويين كان يعني استرداد معظم المراكز من يد الأوروبيين. وعند وفاة السلطان إسماعيل (1672-1727) كان بيد الإسبان كلا من مازاغان (البرتغال حتى 1769) وسبتة (التي بقيت تحت حكم الإسبان سنة 1640 بعد استقلال البرتغال) ومليلية وجزر الحسيمة (احتلت سنة 1673) وصخرة القميرة. وبهذه الطريقة، بقيت سبتة ومليلية وجزر الحسيمة وصخرة القميرة في أيدي إسبانيا مع بداية القرن التاسع عشر.
احتفظت تلك المراكز بطابعها التحصيني، وكان توسعها ثابتًا خلال القرن الثامن عشر. وفي سنة 1774 حاصر السلطان سيدي محمد مليلة، واستمر حصاره ثلاثة أشهر. وإلا أنه اعتمد بعدها سياسة ودية تجاه إسبانيا ففك الحصار.

### حرب تطوان

حرب تطوان بريشة ماريانو فورتوني.

أدى ضعف السلطنة المغربية الفعلي في القرن 19 إلى تدخل تدريجي للدول الغربية في شؤونها الداخلية، ولا سيما فرنسا والمملكة المتحدة وإسبانيا التي استغلت الغارة التي شنتها قبائل أنجرة الريفية ضدهم إثر قيامهم بإنشاء مترس جديد على الجهة الخارجية لسور مدينة سبتة في صيف 1859، فقامت إسبانيا بمهاجمة القوات المغربية من خلال تطوير عمليات عسكرية بحجم معين أدت إلى معارك الفنيدق وتطوان (1860) وتوقيع معاهدتي 1860 (معاهدة السلام والصداقة بين إسبانيا والمغرب أو معاهدة واد راس) و1861. من خلال هذه المعاهدات:
- توسعة حدود سبتة ومليلية.
- منح لإسبانيا أراضي في سانتا كروز دي لا مار بيكوينا (والتي أصبحت فيما بعد سيدي إفني) تسمح بتمركز مؤسسة لصيد الأسماك.
- يلتزم سلطان المغرب بدفع تعويض قدره 100 مليون فرنك ذهب، بضمان احتلال تطوان.
- يلتزم المغرب بالتوقيع على اتفاقية تجارية وتسهيل المهام الدبلوماسية الإسبانية في فاس.

على الرغم من أن دفع التعويضات خلق صعوبات مالية هائلة للمغرب، إلا أنه بالنهاية دفع التعويض، واسترجع تطوان في 2 مايو 1862.
وقع المغرب في تلك الفترة فريسة المصالح الأوروبية: حساسية المملكة المتحدة الشديد لأي تهديد يمس طريقها الإمبراطوري إلى الهند، فكانت تشك في الوجود الفرنسي بشمال أفريقيا. أما فرنسا التي احتلت الجزائر ومن ثم تونس بعدها بفترة قصيرة، فكانت ترغب بتعزيز هيمنتها على شمال إفريقيا، مع ضمان سلامة الجزائر. وإسبانيا من جانبها سعت إلى تأمين مراكزها في شمال إفريقيا مع منعها من ان تبتلعها بلدان أخرى (ولا سيما فرنسا). فقد كانت تبحث عن بديل للإمبراطوريتها الاستعمارية التي خسرتها في أمريكا. وأخيرًا تدخلت ألمانيا في المغرب لإذكاء الخلافات بين المملكة المتحدة وفرنسا. فرغبة الألمان هي إجبار فرنسا والمملكة المتحدة على التوصل إلى اتفاق، حيث قررت المملكة المتحدة في 1890 ترك فرنسا مطلقة اليدين في المغرب (مقابل اطلاق يديها في مصر لصالحها).

### الطريق إلى الحماية

#### حروب مليلية
بعد المعاهدات الموقعة بين سلطان المغرب والحكومة الإسبانية في عقد 1870، اتسمت العلاقات مع إسبانيا بالسلام النسبي بهدف الحفاظ على الوضع الراهن. ولكن بدأ ذلك السلام بالتزعزع بسبب أزمة مليلية، التي بدأت في 1890 واستمرت لثلاث سنوات. حيث ازدادت الاشتباكات بين القوات الإسبانية المتمركزة في مليلية وريفيو القبايل الحدودية، حتى بلغت ذروتها في الهجوم على المدينة في 27 و 28 أكتوبر 1893، بعد بناء حصن في منطقة قريبة من سيدي ورياش حيث يوجد فيها مسجد ومقبرة فاعتبرها الريفيون بمثابة تدنيس. فتعرض حصن كابريريزاس ألتاس لهجوم، قتل فيه الحاكم العسكري لمليلية خوان غارسيا مارغايو مع بعض رجاله. فنظمت الحكومة الاسبانية على الفور جيشا قوامه 20 الف رجل بقيادة مارتينيث كامبوس لقيادة المعارك. وخوفا من اندلاع حرب جديدة، نظم السلطان حسن الأول قوات عسكرية بقيادة شقيقه، لكبح جماح تمرد الريفيين. وتعرف هذه الأحداث باسم حرب مارغالو أو حرب الريف الأولى.

كاريكاتير صحفي يشير إلى المعاهدة الفرنسية الإسبانية (جدعون، 1904)

وأعقب هذه المواجهات فترة جديدة من السلام النسبي، والتي تبدلت بعد فقدان إسبانيا مستعمراتها في منطقة البحر الكاريبي والمحيط الهادئ سنة 1898. مما حدا بأن تركز سياستها الخارجية على شمال إفريقيا. وفوق ذلك سعت إلى الخروج من عزلتها الدولية والمشاركة في سياسة التحالفات الجديدة التي تجري في أوروبا بداية القرن 20. وحاولت إسبانيا بدءا من سنة 1898 إبرام اتفاقيات مع فرنسا أو إنجلترا أو كليهما في نفس الوقت، لكن ذلك لم يحدث بسبب التغييرات المستمرة للحكومة الإسبانية.
كانت إسبانيا تتقارب في مواقفها مع فرنسا التي تفكر بالسيطرة على المغرب لتوحيد شمال إفريقيا تحت حكم فرنسي. في اتفاقية مؤرخة 27 يونيو 1900 وافقت فرنسا وإسبانيا على الاعتراف بمناطق نفوذ منفصلة في المغرب لكنهما لم يحددا حدودهما. لذلك فقد عرضت على إسبانيا سنة 1902 تقسيم المغرب بينهما، بحيث تنال إسبانيا منطقة في الشمال بين نهر سبو حتى حدود المغرب مع الجزائر، ومن ضمنها مدن فاس وتازة ومناطق زراعية ضخمة. والمنطقة الأخرى تكون في الجنوب، حول حصن سانتا كروز دي لا مار القديم. لم تقبل الحكومة الإسبانية ذلك العرض مدعية أن إنجلترا أُبلغتها أن تتجنب عداءها. جربت إسبانيا اتفاقًا جديدًا في العام التالي لكن فرنسا لم تعد مهتمة، التي قد بدأت نهجًا آخر تجاه إنجلترا. فخرج إعلان فرنسي-بريطاني مشترك سنة 1904 معطيا فكرة التمدد السلمي في حال غياب حكومة مستقرة أو حكومة معادية. كان الهدف البريطاني من مفاوضاته مع فرنسا هو ضمان أن تحتل القوة الأضعف (إسبانيا) الساحل الاستراتيجي مقابل جبل طارق مقابل تنازل بريطانيا عن كل اهتمامها بالمغرب. فبدأت فرنسا بالتفاوض مع إسبانيا. ولكن عرض 1902 لم يعد مطروحًا بعد أن تخلت عن طموحاتها في ليبيا العثمانية بعد اتفاقية مع إيطاليا سنة 1903، فأرادت أن تنال حصة أكبر من المغرب. فأبرمت الدولتان في 3 أكتوبر 1904 معاهدة حددتا مناطقهما بدقة. فنالت إسبانيا على منطقة نفوذ في القطاعين الشمالي والجنوبي من المغرب. بحيث لاتلامس حدود القطاع الشمالي حدود الجزائر الفرنسية، ولا يشمل طنجة التي تم تدويلها بعد ذلك. ومثّل القطاع الجنوبي الجزء الجنوبي من المغرب على النحو المعترف به من القوى الأوروبية: المنطقة الجنوبية والساقية الحمراء التي تعترف بها فرنسا بأنها منطقة إسبانية حصرية. وأقرت المعاهدة أيضًا بجيب إفني الأسباني وخطّت حدوده.
نظرًا إلى اعتبار القطاع الجنوبي كان جزءا من المحمية الإسبانية منذ 1912، فقد أُعطِي للمغرب حجة قانونية قوية للمطالبة به في الخمسينيات. ولقلة الكثافة السكانية لمنطقة رأس جوبي فكانت تدار تحت إدارة واحدة مع الصحراء الإسبانية، أما الحزام الشمالي فكانت إدارة المحمية منفصلة وعاصمتها تطوان.

#### مؤتمر الجزيرة الخضراء

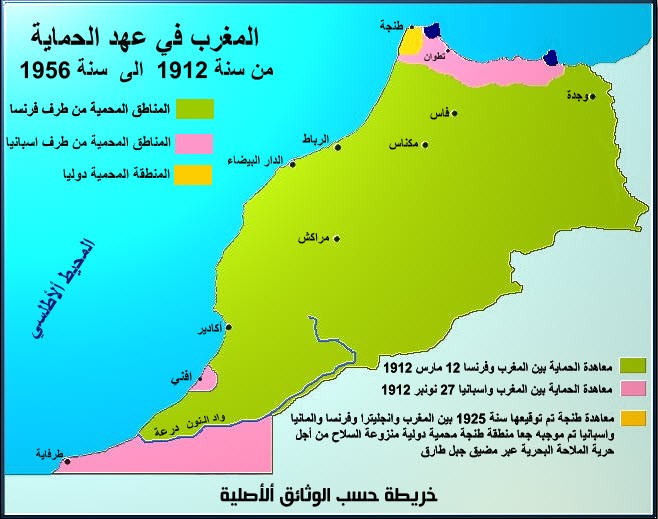
االمغرب في عهد الحماية الإسبانية والفرنسية (1912 - 1956)

كان الوضع الدولي الجديد يعني تهميش ألمانيا. رداً على ذلك، وبحجة تخفيف الضغوط الفرنسية المتزايدة على الحكومة المغربية، زار القيصر الألماني فيلهلم الثاني مدينة طنجة ذات الطابع الدولي سنة 1905. وهناك طالب بصوت عال بمصالح اقتصادية لألمانيا في المغرب وعارضا المساعدات في خطاب امام السلطان عبد العزيز على السلطنة المغربية مظهرا حسن النوايا وأن ليس لدى ألمانيا أي اطماع استعمارية. ولتجنب التوتر ومناقشة وضع المغرب عُقد مؤتمر الجزيرة الخضراء (15 يناير - 7 أبريل 1906)، والذي على الرغم من أنه إدعى احترام الاستقلال المغربي، إلا أنه في الحقيقة كان يلغيها. ففي المؤتمر أحبطت محاولات ألمانيا للمشاركة في تقسيم المغرب، لكن تم الاتفاق على حق جميع البلدان في التوصل إلى اتفاقات اقتصادية مع المغرب وإنشاء بنك المغرب. وأنشأت قوة شرطة مغربية أصلية بقيادة ضباط فرنسيين وإسبان. بالإضافة إلى ذلك تم توزيع البلاد بمناطق نفوذ بين فرنسا وإسبانيا، وحقها في التدخل فيها إذا لم يكن السلطان قادرًا على الحفاظ على النظام.
بعد اضطرابات الدار البيضاء (1907) بدأت فرنسا باحتلال مناطق النفوذ المختلفة. أما إسبانيا فمن الضروري تسليط الضوء على حرب مليلية (1909–1910) التي عانت فيها القوات الإسبانية من انتكاسة عسكرية خطيرة في جبل كوروكو وفي وادي الذئاب مع انعكاسات خطيرة على السياسة الإسبانية الداخلية (الأسبوع المأساوي). وكانت النتيجة في النهاية خسائر جسيمة في الأرواح إلا أن أهدافها اكتملت وابعدت ثوار الريف عنها، مع زيادة في منطقة نفوذ مليلية على طول حوض نهر كرت إلى سلوان والناظور من جهة، ورأس ثلاثة المذراة من الجهة الأخرى.

#### أزمة أغادير
عانت المغرب في مارس 1911 من حالة فوضى عارمة. حيث بلغت ثورة القبائل عاصمة المغرب فاس، ووفقًا لأحكام مؤتمر الجزيرة الخضراء طلب السلطان من فرنسا المساعدة. فاستغلت فرنسا حجة كسر الحصار واحتلت فاس. كما استغلت إسپانيا بدورها اتفاق 1904 (الاتفاق الودي) لِاحتلال كل من العرائش والقصر الكبير وأصيلة. وردا على ذلك ولحماية مصالحها في المغرب اعتبرت ألمانيا ذلك خرقاً لمؤتمر الجزيرة الخضراء، فبادرت بإرسال بارجتها الحربية «پانثر» لسواحل أغادير مشعلة أزمة سميت أزمة أغادير. فنتج عن ذلك اتفاق بين ألمانيا وفرنسا تتخلي ألمانيا بموجبه عن المغرب وقبول الحماية الفرنسية والإسبانية على المغرب مقابل الحصول على الكونغو الوسطى من مستعمرة أفريقيا الاستوائية الفرنسية (الآن جمهورية الكونغو).

## الحماية

### تأسيس الحماية

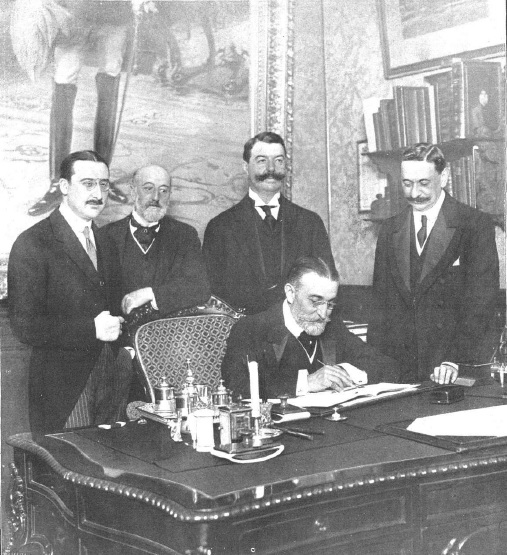
لحظة توقيع معاهدة إنشاء المحمية الإسبانية.

جعل التدخل الفرنسي - الإسباني المستمر موقف السلطان هشا وغير قابل للاستمرار، والذي وقع في مارس 1912 على معاهدة فاس مع فرنسا بتأسيس المحمية رسمياً. من خلال المعاهدة الإسبانية الفرنسية الموقعة في 27 نوفمبر من نفس السنة اعترفت فرنسا بإقليم لإسبانيا في المنطقة الشمالية للمغرب، حيث أنشأت محمية إسبانية عاصمتها تطوان، بموجب المرسوم الملكي المؤرخ 27 فبراير 1913. وأقيمت الحدود بين المنطقتين الفرنسية والإسبانية شمال نهر واد ورغة.
ثم بدأ في فبراير 1913 الاحتلال الرسمي للأراضي بدخول الجنرال الأسباني فيليب ألفاو ميندوزا السلمي لتطوان. بعد ذلك وصل أول ممثل للسلطان إلى المنطقة، مولاي محمد مهدي ولد بن إسماعيل، واستمر نجله مولاي الحسن بن المهدي في محله سنة 1923. وفي سنة 1927 أكملت الشركة الفرنسية الإسبانية للسكة الحديدية بين طنجة وفاس بناء خط للسكك الحديدية يربط بين المدينتين، وأيضًا كان يعبر المحمية الإسبانية ويربطها بالمنطقة الفرنسية. و40٪ من ملكية الشركة هي رأس المال الإسباني.

### حروب الريف
تمركز 50,000 جندي إسباني سنة 1913 في الريف للتمدد. فبعد احتلالها العرائش والقصر الكبير في 1911 احتلت تطوان سنة 1913. ولكن اندلاع الحرب العالمية الأولى أوقف إسبانيا التي كانت محايدة في تلك الحرب عن احتلال المزيد من الأراضي حتى لا تثير ردود الفعل مسلحة للقوى الأوروبية الأخرى. فبدأت بإسلوب التغلغل السلمي، واعتمادها على هذا الإسلوب يعود إلى وضعها المالي، حيث كلفتها حرب المغرب 43 مليون جنيه استرليني
وبعد الحرب استأنفت عملياتها العسكرية التي أدت إلى قيام المفوض السامي في ذلك الوقت الجنرال داماسو بيرنجير بالتهدئة في أنجرة والحوش وواد راس. وفي 1920 أخذ مرتفعات الخوانق وبن كاريش، وفي سبتمبر بعد مسيرة طويلة مرتفعات بني حسن وشفشاون. وبدا أن الأمور تشير إلى أن عملية التغلغل السلمي ستصل إلى اكتمال المحمية، خاصة مع حملة الجنرال سلفستري في الريف وصولا إلى أنوال. لكن الواقع كان مختلفًا تمامًا، لأن عددًا كبيرًا من قبائل الريف لم تلتزم بالسلطة الإسبانية. وتحت قيادة عبد الكريم الخطابى، قاموا بالهجوم وحطموا الخطوط الدفاعية الإسبانية، مما تسبب في اضطراب بين الجنود الإسبان. وفي غضون أيام قليلة تم القضاء على الجيش الإسباني بأكمله في شرق المغرب ووقعت مليلية تحت حصار مقاتلي الريف. استفاد عبد الكريم من عواقب انتصاره الكبير وأنشأ جمهورية مستقلة على الطراز الغربي وحديثة للغاية في ذلك الوقت وهي جمهورية الريف. وبعد كارثة الإسبان في معركة أنوال (يوليو 1921) أمام جيش الخطابي، قامت في شبه جزيرة إسبانيا ديكتاتورية بريمو دي ريفيرا. حيث قام الديكتاتور سنة 1925 بتنظيم عملية إنزال الحسيمة بمساعدة الفرنسيين، والتي تعني نهاية الحروب في المغرب وبداية التهدئة النهائية للمنطقة والتنظيم الإداري.
خلال حرب الريف (خصوصا بين 1923-1927) أسقطت القوات الإسبانية قنابل غاز الخردل على متمردي الريف لإخضاعهم. وانتهى الأمر بتواجود حوالي 100,000 جندي إسباني و 325,000 جندي فرنسي للسيطرة الكاملة على الإقليم، حتى التهدئة الكلية سنة 1927.

### الجمهورية الثانية والحرب الأهلية
في الأول من مايو 1931 تظاهر العمال المغاربة مطالبين بالمساواة مع الإسبان، وأرسل 800 من المغاربة البارزين رسالة إلى الرئيس نيكيتو الكالا زامورا طالبوا فيها بالمساواة في جميع الجوانب مع الإسبان. ولكن لم تقم الجمهورية الثانية سوى بتغييرين: منح الجنسية الإسبانية لليهود، واحتلال إفني يوم 5 أبريل 1934. وكان الجزء الجنوبي من المحمية (تكنة) يدار من راس جوبي من داخل القطاع الجنوبي منذ 1912؛ وتدير راس جوبي أيضًا غرب إفريقيا الإسبانية. ثم في سنة 1934 بدأت تطوان بإدارة الجزء الجنوبي، ولكن بعد احتلال إفني نقلت إدارة غرب إفريقيا الإسبانية إليها.
وفي يوليو 1936 كان لدى إسبانيا جيش يتكون من 34,000 رجل في المغرب، بما في ذلك القوات الأهلية النظامية. في 17 يوليو 1936 بدأ التمرد العسكري الذي امتد إلى بقية المحمية في مليلية. وبتاريخ 19 الشهر وصل الجنرال فرانكو إلى تطوان عن طريق الجو من جزر الكناري ليتولى قيادة جيش إفريقيا، وقد قضى وقتا في المغرب الذي كان مروره إلى هناك عاملاً رئيسياً في دعم التمرد وما تلاه من الحرب الأهلية. كانت قوة فرانكو التي احتوت على أعداد كبيرة من القوات النظامية التي أضحت نواة الجيش الوطني الإسباني. ودافع الحزب الشيوعي الإسباني وحزب العمال للتوحيد الماركسي (POUM) عن سياسات معاداية للاستعمار، وضغطوا على حكومة الجمهورية لدعم استقلال المغرب الإسباني، عازمين على خلق تمرد يتسبب في ازعاج فرانكو واستياء قواته المغربية. ولكن رفضت الحكومة التي كان يقودها حزب العمال الاشتراكي الإسباني (PSOE) تلك الفكرة لأنها قد تؤدي إلى نزاع مع فرنسا، وهي الحاكم الاستعماري الآخر للمغرب.
نظرًا لأن المجندين المسلمين في القوات الأهلية النظامية كانوا من بين أكثر قوات فرانكو فاعلية، فقد تمتعت المحمية بالحرية السياسية والاستقلال الذاتي أكثر من إسبانيا الفرانكوية بعد انتصار فرانكو. جرت في تلك المحمية أحزاباً سياسية متنافسة وصحافة مغربية انتقدت الحكومة الإسبانية غالبًا.

### دكتاتورية فرانكو والانحسار في المغرب
استغل نظام فرانكو هزيمة فرنسا سنة 1940 واحتل طنجة يوم 14 يونيو من نفس العام، وكانت طنجة في ذلك الوقت محمية دولية، واحتج فرانكو أن الإيطاليين على وشك أن يغزوها. وضمها إلى المغرب الإسباني في نوفمبر 1940. واستمر في احتلالها حتى نهاية الحرب العالمية الثانية سنة 1945.
ومع دخول الحلفاء في المغرب الفرنسي سنة 1942 أسس المغاربة أحزابًا سياسية في جميع أنحاء المغرب. وفي المحمية الإسبانية اندمج الحزبين الإصلاحي والنقابي في حزب الإصلاح ونشروا بياناً يدعو إلى الاستقلال. ودعم كلا الحزبين أحمد بن البشير الهسكوري [الإنجليزية] مدير ديوان الخليفة السلطاني في المحمية الإسبانية، وتسامحت معهم السلطات الإسبانية في البداية. وفي الوقت نفسه رفض سلطان المغرب محمد الخامس لأول مرة في 1944 قرارات من المقيم العام الفرنسي. فكانت إيماءة لبداية الاضطراب الوطني المتزايد ضد الهيمنة الأجنبية. وفي 1946 طالب حزب الإصلاح بحق المغاربة استغلال ثروات بلدهم في مشاريع مشتركة مع الأسبان، على غرار ماسمح به بالفعل في المغرب الفرنسي.
في سنة 1948 شكلت الأحزاب الوطنية المغربية جبهة وطنية بهدف تحقيق الاستقلال. وقد أشار السلطان مرارا وتكرارا إلى أنه يريد الشيء نفسه وهو الاستقلال. لذلك خلعته فرنسا في 1952 ونفته استبدلته بمحمد بن عرفة مما أغضب إسبانيا ذلك لعدم إبلاغها مسبقًا: فأعلن فرانكو سنة 1954 أن المحمية الإسبانية ستبقى تحت سيادة الخليفة المعين من السلطان، لأن وقف هذا يتطلب موافقة مسبقة من إسبانيا. وفي 1955 أراد تامي جلاوي والسلطات الفرنسية في المغرب بدعم من المفوض السامي الإسباني في المغرب رافائيل غارسيا فالينو عرض العرش المغربي على الخليفة. وعارض أحمد بلباشير الهسكوري الفكرة لأن الفرنسيين خسروا الحرب ضد المقاومة. فتدهورت الأوضاع في المغرب الفرنسي، مما حدا بالفرنسيون أن يسمحوا للسلطان أن يعود سنة 1955. وبعد مرور عام أي في 2 مارس 1956 نال محمد الخامس اعترافًا باستقلال بلده من فرنسا. وفعلت إسبانيا الشيء نفسه، واعترفت باستقلال المغرب وأعادت الأقاليم المحتلة في 7 أبريل 1956، بينما احتفظت بمواقع السيادة التي تعدها جزءا منها قبل استعمارها المغرب (راس جوبي وطرفاية وإفني)، ومستعمرات أخرى (مثل الصحراء الإسبانية) خارج المغرب. فشن جيش التحرير المغربي حربًا ضد القوات الإسبانية في حرب إفني سنة 1958، التي امتدت من سيدي إفني إلى ريو دي أورو، فاستحوذت المغرب على طرفاية وقلصت السيطرة الإسبانية على إقليم إفني إلى محيط المدينة نفسها. وفي 1969 حصل المغرب على إيفني أيضًا بعد مفاوضات شاقة.
واستمر المغرب إلى الوقت الحالي مطالبا بسبتة ومليلة واعتبارهما جزءا لايتجزأ منها، وعدهما تحت الاحتلال الأجنبي وقارن وضعهما بوضع جبل طارق. واعتبرت إسبانيا كلا المدينتين جزءًا لا يتجزأ من الجغرافيا الإسبانية، حيث كانتا جزءًا من إسبانيا لعدة قرون قبل احتلال المغرب.

## التنظيم الإداري

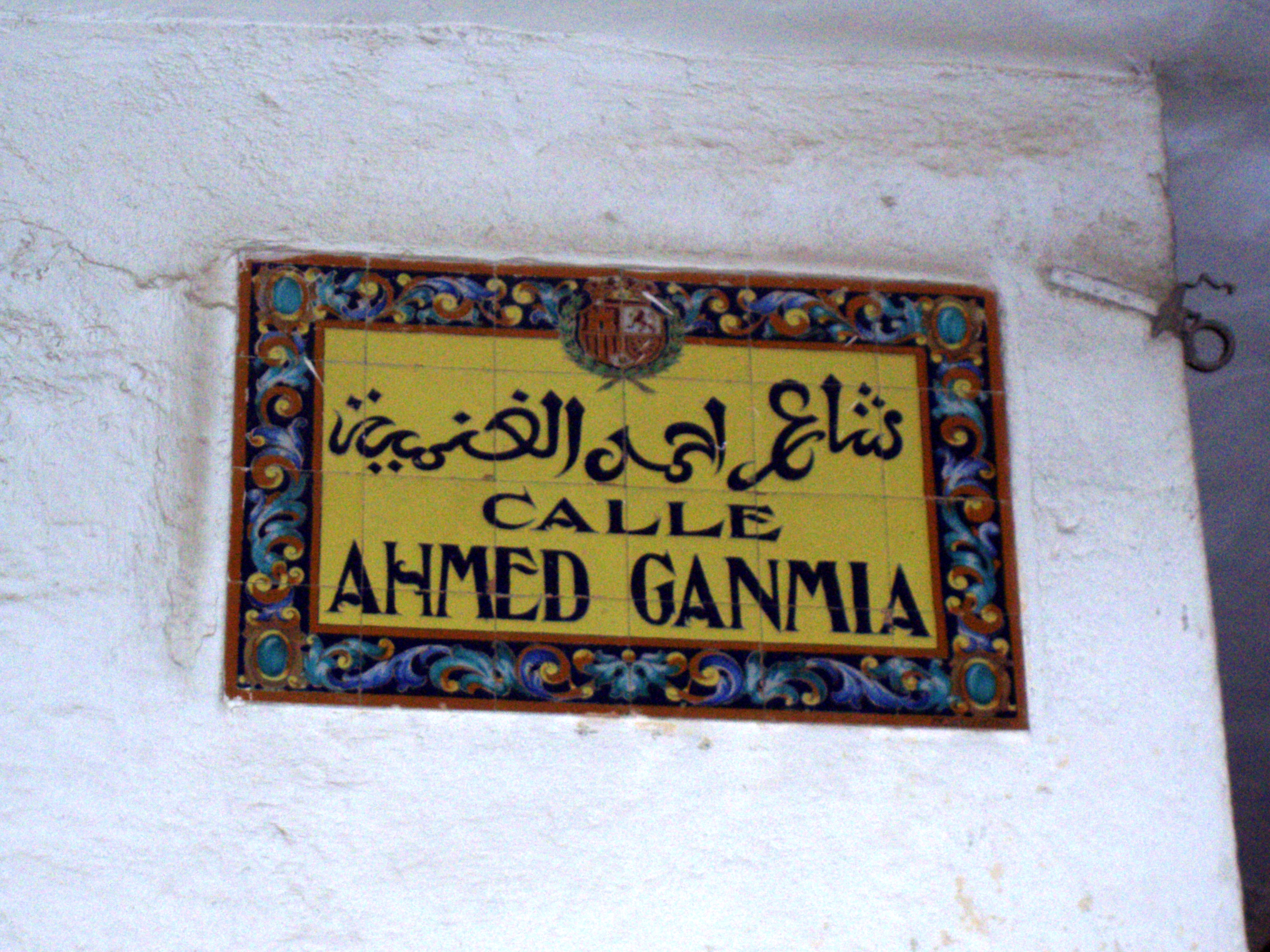
لوحة ارشادية استعمارية في أحد شوارع تطوان تحمل اسم الوزير الأول أحمد الغنمية الذي كان أول مغربي نال وسام الصليب الأعظم لفرسان كارلوس الثالث. احتفظ الشارع بالاسم الذي قدمته الإدارة الإسبانية.

### الحكومة المغربية
استمد النظام الإداري للمحمية من مفهوم المحمية نفسها، فهناك ازدواجية رسمية للسلطات. من ناحية هناك إدارة مغربية على رأسها الخليفة الذي يعينه السلطان ويمارس خلالها جميع صلاحياته لا سيما التشريعية، التي يمارسها من خلال الظهير (المرسوم). ويعد أيضا أعلى سلطة دينية. ويدير الخليفة حكومة محلية باسم المخزن وتنقسم إلى دوائر أو وزارات بإشراف من الوزير الأول. الوزراء هم قاضي القضاة ووزير الأوقاف وأمين الأملاك وأمين الأمناء (وزير المالية). كان له مجلس استشاري مكون من ممثلين اثنين من كل من المناطق الخمس. ويعين السلطان الخليفة من بين شخصين تقترحهما الحكومة الإسبانية. أول خليفة هو محمد مهدي ولد بن إسماعيل. وإسماعيل شقيق السلطان الحسن الأول. تولى أول خليفة منصبه في تطوان في 27 أبريل 1913. شغل اثنان فقط من الخلفاء منصبهما حتى استقلال المغرب، وهما مولاي المهدي المذكور أعلاه (بين 1913 و 1923) وابنه مولاي الحسن بن المهدي (الذي شغل المنصب ثلاث عشرة سنة بين 1925 و 1941 ومابعدها بين 1945 و 1956).

### المفوض السامي
ٍٍٍٍ
يرأس الإدارة الإسبانية مفوض سام وهي شخصية تم استنساخها من المفوضين الساميين الإنجليز، وهو معتمد رسمياً لدى الخليفة الذي هو ممثل للسلطان. ولكن الواقع أنه أعلى سلطة في المحمية. ويوجه المفوض السامي العمل السياسي لإسبانيا في المحمية، ومنه تصدر الأوامر والتعليمات. وتساعد المفوض السامي مختلف الإدارات (وفد شؤون السكان الأصليين [الإسبانية] والتنمية والمالية). وهناك وحدة مراقبة إقليمية في كل منطقة تراجع الحسابات الإقليمية ثم مراجعة الحسابات المحلية، وتعرض مباشرة على وفد شؤون السكان الأصليين، ثم تأتي للمفوض السامي تاليا. وكان الحفاظ على النظام مسؤولية القوات الأهلية النظامية وشرطة السكان المحليين. وفي الجانب العسكري يعاون المفوض السامي ثلاثة قادة في سبتة ومليلية والعرائش.

### وفد شؤون السكان الأصليين
خضع هذا الوفد للمفوض السامي الذي يمارس المهام الإدارية على المستوى المحلي خلال فترة الحماية الإسبانية في المغرب. وبشكل عام كان تشكيل التنظيم الإداري على هذا النحو: إلى المفوض السامي الذي يوجه العمل الأسباني في المنطقة بأكملها وإلى جميع السلطات التابعة له (بما في ذلك السلطات العسكرية). من بين أنشطتها تلك التي كانت تتدخل في أعمال الخليفة، نظام المدن الذي كان فيه القناصل يتصرفون كمتدخلين، وتملي السياسة العامة والموافقة على أو توجيه العمليات العسكرية عند الحاجة. وكان لديها عناصر مساعدة هي وفد شؤون السكان الأصليين والتنمية والمالية. تم تكليف خدمات السكان الأصليين بالأمانة العامة وإسداء المشورة بشأن جميع المسائل المتعلقة بعلاقاتها مع القبائل، ومراقبة إدارة القضاء الإسلامي، والعلاقات مع الاختصاصات القنصلية لحماية الأشخاص الطبيعيين والأشراف في كل مايتعلق بالعقارات وإثبات الأصول والتفتيش على المدارس والمستوصفات الصحية والبعثات الإسبانية في العمل التربوي.
في ذلك الوقت لاتوجد في المغرب أي منظمة لضمان الصحة العامة إلا في طنجة. وحاولت السلطات علاج هذا النقص بحيث أنشأت سنة 1916 التفتيش الصحي يتبع مكتب شؤون السكان الأصليين. كان على الطبيب الأسباني التغلب على الشكوك التي يشعر بها المغاربة تجاه المعالجين وعلاجاتهم المنزلية، حيث كانوا يقومون بحملات تطعيم كبيرة ساهمت في مكانة الدولة الحامية. إلى جانب العمل الصحي كانت الثقافة هي الموضوع الآخر المعلق للمغاربة، حيث أن التدريس كان مرتبطًا ارتباطًا وثيقًا بالدين حيث يجب تعلم القرآن عن ظهر قلب. لتوسيع دراسة الطلبة في المدارس أو التدريس في المساجد. ولكن كانت تلك المؤسسات متضعضعة والمستوى الثقافية كانت منخفضة للغاية. عهدت إسبانيا مرة أخرى بمهمة تعليم السكان إلى وفد شؤون السكان الأصليين، الذي اعتمد على مجلس التدريس الذي أنشئ في 3 أبريل 1913، وهدفه تدريب الموظفين الذين سيكرسون أنفسهم لتلك المهمة وأداة لمعرفة الجغرافيا والأدب والتاريخ والقانون المغربي. ولهذا الغرض تم تنظيم مركز للدراسات المغربية في المعهد الحر للوظائف الدبلوماسية والقنصلية، وتم إنشاء مقاعد عربية في بعض المدارس التجارية والتدريس العربي في مجلس التوسع الدراسي.
بعد ذلك تم إنشاء شؤون السكان الأصليين في مليلية وسبتة ومارست مهام المراقبة المشابهة إلى حد ما في المناطق المحتلة. وفي 1937 في منتصف الحرب الأهلية الإسبانية كانت المنظومة الإقليمية للمغرب تخضع لمسئولية الحاكم العام للإقليم وهو المقدم المسؤول عن الشؤون المدنية والعسكرية أمام المديرية العامة للمغرب والمستعمرات الحكومية.

### التنظيم الإقليمي

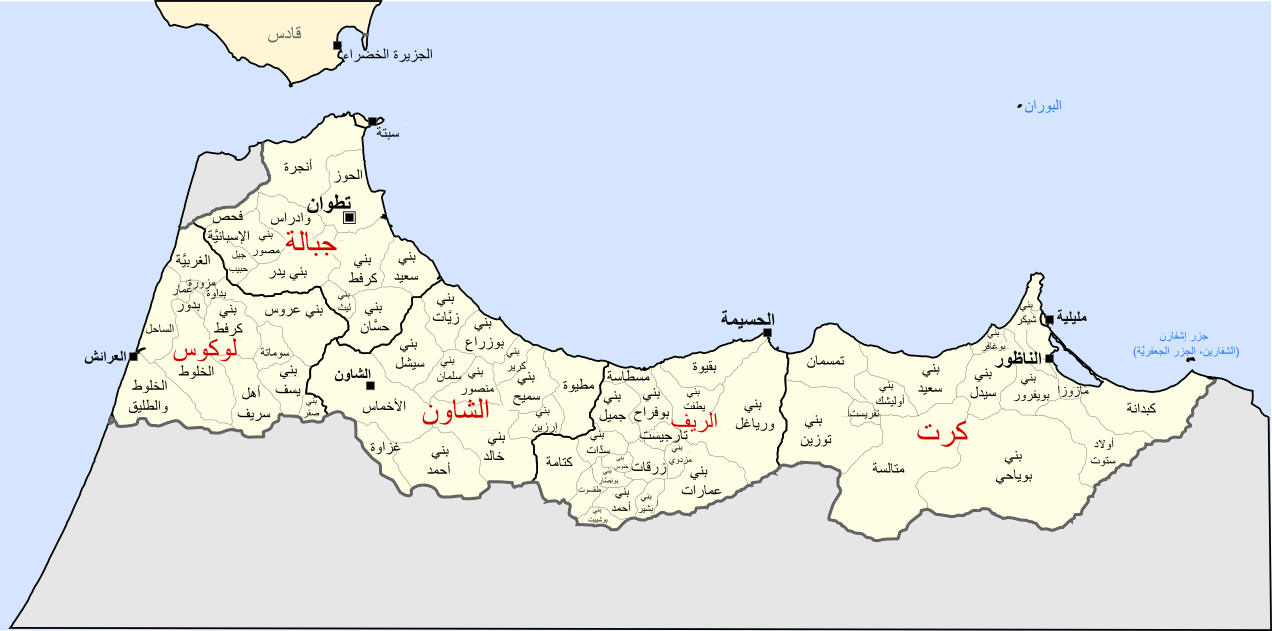
تقسيمات المنطقة الشمالية للمحمية الإسبانية، تنظيم المناطق والقبائل وأهم المواقع.

بالإضافة إلى عواصم الأقاليم كان هناك عدد من المدن في المنطقة الشمالية للمحمية الإسبانية. وتلك هي أصيلة وشفشاون وتطوان فيلا سانخورخو وفيلا الناظور والعرائش.
أما في المنطقة الجنوبية كانت المدينة الوحيدة ذات الأهمية هي فيلا بينس التي هي الآن طرفاية وتقع في المنطقة المجاورة مباشرة لراس جوبي.
| المنطقة            | المساحة (km²) | العاصمة                       |
| ------------------ | ------------- | ----------------------------- |
| لوكوس              | 3.114         | العرائش                       |
| جبالة [الإسبانية]  | 3.038         | تطوان عاصمة المحمية           |
| شفشاون [الإسبانية] | 3.912         | شفشاون                        |
| الريف              | 3.475         | بيا سان خورخو (الحسيمة حاليا) |
| كرت                | 6.117         | بيا الناظور (الناظور حاليا)   |

#### البيانات الجغرافية السياسية للمنطقة الشمالية
- حدود: شمالا البحر الأبيض المتوسط والجيوب الإسبانية، من الغرب المحيط الأطلسي ومنطقة طنجة الدولية، من الجنوب والشرق مع المحمية الفرنسية للمغرب.
- المساحة:20.948 كم² حيث تركت المناطق الجبلية والسهول القاحلة مساحة صغيرة للأراضي الصالحة للزراعة (حوالي 14 ٪ من المساحة الكلية).

## الثقافة

### وسائل الإعلام
بدأ تاريخ الصحافة في المحمية الفعلي في 1860 بمدينة تطوان، مع صحيفة صدى تطوان التي أسسها بيدرو أنطونيو دي ألاركون، والذي أطلق عليها اسم لا غاسيتا دي أفريكا بعد الاندماج مع El Norte de África. من أهم الصحف المنشورة باللغة الإسبانية في المحمية ما يلي: في شفشاون نُشر صدى شفشاون منذ 1920 حيث يتعاون توماس بوراس؛ وفي العرائش بدأ النشر سنة 1925 في هيرالد المغرب. وفي طنجة على الرغم من أنها كانت منطقة دولية فقد ظهرت في هذه المدينة El Porvenir وDiario de ricfrica وصحيفة España التي امتدت فترتها من 1938 إلى 1967.
ومع ذلك فقد ظهرت العديد من الصحف الأخرى مثل:
- في تطوان: المغرب، مجلة إفريقيا، البحر المتوسط وشمال إفريقيا.
- في طنجة: كرونيكل، الديمقراطية، يوميات طنجة، الحاضر، طنجة الجريدة، وأوكومار.
- في كتامة: ماست
- في العرائش: جريدة مغربية ومراسلات إفريقيا وجريدة العرائش وجريدة شعبية.[29]
- في الحسيمة: هيرالد الحسيمة.

### الرياضة
في مجال كرة القدم تجدر الإشارة إلى أن نادي Atlético Tetuán كان الفريق الوحيد من المحمية الذي لعب لموسم واحد (1951/1952). في الدوري الإسباني لكرة القدم. أما الأندية الأخرى التي وصلت أيضًا إلى الفئة الوطنية (الدرجة الثالثة) هي نادي العرائش ونادي القصر الكبير وصيادي الحسيمة. من ناحية أخرى كانت الأندية الأخرى التي على الرغم من أنها تأسست في طنجة (التي كانت خارج المحمية منطقة دولية) فقد كانت بارزة أيضًا في نطاق المحمية:
- نادي كرة القدم الايبيرية
- الاتحاد اسبانيا الرياضي
- اشبيلية الاتحاد الرياضي
- مدرسة طنجة العربية من أصل اسباني، ذات وجود قصير جدا (1939-1943).
- نادي أونيون طنجة

## قراءات أخرى
- Calderwood, Eric. 2018. Colonial al-Andalus: Spain and the making of modern Moroccan culture. Harvard University Press
- "Min Khalifa Marrakesh Ila Mu’tamar Maghreb El Arabi." (From the caliph of the king of Morocco to the Conference of the Maghreb). (1947, April). El Ahram.
- Wolf, Jean (1994). Les Secrets du Maroc Espagnol: L’epopee D’Abdelkhalaq Torres. Morocco: Balland Publishing Company
- Ben Brahim, Mohammed (1949). Ilayka Ya Ni Ma Sadiq (To you my dear friend). Tetuan, Morocco: Hassania Publishing Company
- Benumaya, Gil (1940). El Jalifa en Tanger. Madrid: Instituto Jalifiano de Tetuan
- Villanova, José-Luis (2010). Cartographie et contrôle au Maroc sous le protectorat espagnol (1912-1956). MappeMonde vol.98